# Chupacabras
Chupacabras – punkrockowy zespół muzyczny założony w 2003 w Krakowie.
Zespół zadebiutował na rynku fonograficznym w 2006 albumem studyjnym pt. Chupacabras, który muzycy wydali samodzielnie przy wsparciu dystrybucyjnym wytwórni Mystic Production. 3 sierpnia 2007 zagrali koncert na Przystanku Woodstock w Kostrzynie nad Odrą.

## Muzycy
- Wojciech „Pazur” Pazurkiewicz – śpiew
- Wojciech „Łańcuch” Stroński – gitara elektryczna
- Jacek „Filler” Dobosz – gitara elektryczna
- Piotr „Dzida” Biernat – gitara basowa
- Robert „Mały” Kasprzyk – perkusja

## Dyskografia
- Chupacabras (2006, Mystic Production)
- Iluminacja (2010, Mystic Production)
- DOM (2017, Manufaktura Legenda)